# Carol Sutton (újságíró)
Carol Sutton (Louisville, 1933. június 29. – Louisville, 1985. február 19.) amerikai újságíró volt.

## Élete
Újságírói diplomáját a Missouri Egyetemen szerezte. Majd a The Courier-Journal című liberális napilaphoz ment Louisville-ben. Noha kiváló jegyeket szerzett egy neves amerikai újságíróiskolában, elfogadta az egyetlen számára felajánlott főszerkesztői titkári pozíciót. Esti és hétvégi feladatokon keresztül sikerült bekerülnie a városi szerkesztőségbe. Ott gyorsan elnyerte a szerkesztők elismerését. 1957-ben hozzáment kollégájához, Charles Whaley-hoz. 1960-ban és 1963-ban két lánya születése után is dolgozott.
1974-ben ő lett az első női főszerkesztője egy nagy amerikai napilapnak, a The Courier-Journalnak a Kentucky állambeli Louisville-ben. Az újságírásban elért női eredmények példájaként említették, amikor a Time 1975-ben az amerikai nőket az év emberének választotta. Az újságnál töltött ideje alatt a lap 1971-ben elnyerte az általános kiválóságért járó Penney-Missouri-díjat, 1976-ban pedig a louisville-i iskolai szegregációról szóló tudósításáért megkapta a Pulitzer-díjat Feature Photography-ért, és neki tulajdonítják a kisebbségi riporterek számának jelentős növelését a stábban.
Sutton 1985-ben bekövetkezett halála előtt tudott a Kentucky Egyetem Kentucky Újságíró Hírességek Csarnokában elnyert kitüntetéséről. A család minden évben Carol Sutton Emlékdíjat adományoz a tiszteletére, amely egy címzettről nyolc-tizenkettőre nőtt. Ő volt az első fehér nő, akit beiktattak a Fekete Újságírók Nemzeti Szövetségének Hírességek Csarnokába.